# Mezulán
Mezulán je název druhu tkaniny a též nadávka.
- Tkanina mezulán (něm. Mesolan, z italštiny mezzo lana = polovlna) je podobná  suknu. Původ mezulánu není známý. Podle nejstarších dostupných písemných dokladů měli evropští tkalci začít s jeho výrobou asi v 1. polovině 17. století. Původní  valchovaná textilie se tkala v keprové vazbě ze  lněné  osnovy a  vlněného  útku, v 19. století byly lněné příze nahrazeny bavlněnými.[2]

V českých zemích se měl mezulán vyrábět ještě ve 40. letech 20. století. Používal se hlavně na sukně, šaty a pláště. Z pozdější doby není však o této textilii nic známo ani z výroby ani ze světového obchodu.
- Mezulán jako nadávka je ve  Slovníku spisovného jazyka definován jako omezenec nebo hlupák. V literatuře se vyskytují různé dohady o vzniku tohoto výrazu a o souvislosti s tkaninou stejného jména. Pravděpodobnější však je, že tato nadávka vznikla jako žertovná obměna slova mezek a s tkaninou tak přímou souvislost nemá.[4]